# Paul Faure (Archäologe)
Paul Faure (* 1916 in Paris; † 13. Juli 2007) war ein französischer Archäologe bzw. Altertumsforscher. Er war Professeur émérite de langues et civilisations helléniques an der Blaise-Pascal-Universität in Clermont-Ferrand sowie Ehrendoktor an der Universität Athen in Griechenland.
Er widmete sich jahrzehntelang Forschungen über Kreta, vor allem dessen minoischer Zeit. Veröffentlicht hat er auch zu griechischen Themen sowie Biographien von Alexander dem Großen und dem Archäologen Heinrich Schliemann verfasst.

## Werke

### Deutsch
- Kreta, Das Leben im Reich des Minos, 1976
- Die griechische Welt im Zeitalter der Kolonisation, Reclam Philipp Jun., 1981
- Magie der Düfte. Eine Kulturgeschichte der Wohlgerüche, Artemis & Winkler Verlag, 1991

### Französisch
- La vie quotidienne en Grèce au temps de la Guerre de Troie (1250 avant Jésus-Christ). Hachette, Paris 1973 (La vie quotidienne)
- Henri Schliemann: Une vie d’archéologue. Jean Cyrille Godefroy, Paris 1982
- Fonctions des Cavernes Crétoises. École française d’Athènes, Travaux et mémoires 14.E. de Boccard, Paris 1964
- Du Caractère indo-européen de la langue écrite en Crète à l’âge du bronze moyen. Études Indo-Européennes 8: 1-23. 1984

| Personendaten    | Personendaten                                  |
| ---------------- | ---------------------------------------------- |
| NAME             | Faure, Paul                                    |
| KURZBESCHREIBUNG | französischer Archäologe und Altertumsforscher |
| GEBURTSDATUM     | 1916                                           |
| GEBURTSORT       | Paris                                          |
| STERBEDATUM      | 13. Juli 2007                                  |